# Ищван Йоркен
Ищван Йоркен (на унгарски: István Örkény) е унгарски писател сатирик. Смятан е за основоположник на унгарския театър на абсурда.

## Биография и творчество
Ищван Йоркен е роден на 5 април 1912 г. в Будапеща в семейството на заможен фармацевт. По настояване на баща си след гимназията се записва да следва в Химическия факултет на Политехническия университет в Будапеща и завършва две специалностиː инженерна химия и фармация.
През 1941 г. публикува на собствени разноски първата си книга „Морски танц“.
През 1942 г. е мобилизиран на руския фронт и заради еврейските си корени е принудително изпратен в трудов батальон. Пленен е от съветската армия и до края на 1946 година прекарва по трудови лагери. В последния, в Красногорск, му предоставят възможност да посещава часове в Централната антифашистка школа и там написва пиесата си „Воронеж“.
През 1946 г. се завръща у дома в Будапеща, работи като редактор и драматург. В разгара на революцията през 1956 година срещу комунистическата власт в Унгария, започнала от студентски протести и завършила с над 3000 жертви, потушена от Държавна сигурност и съветски военни части, Йоркен изпада в немилост. Негов текст с думите „Лъжехме нощем, лъжехме денем, лъжехме на всяка честота“ е прочетен като „самопризнание“ в ефира на националното радио. До средата на 1960-те години му е забранено да публикува по политически причини и през този период работи като инженер-химик във фармацевтичен завод.
През 1966 г. на Йоркен отново е позволено да публикува. Излиза книгата му „Херцогинята на Йерусалим“, съдържаща цикъл кратки разкази („едноминутки“), и краткият роман „Игра на котки“, който впоследствие е преработен като театрална пиеса. Следва краткият роман „Семейство Тот“, чиято сценична адаптация през 1967 година носи на Ищван Йоркен световна слава.
През 1968 г. излиза сборникът с миниатюри „Едноминутни новели“. Сборникът се радва на голям читателски интерес и още приживе на автора претърпява осем допълнени издания. Преведен е на български от Николай Бойков в поредицата „Кратки разкази завинаги“ на ИК „Жанет 45“ през 2012 година.
Ищван Йоркен умира на 24 юни 1979 г. в Будапеща.

## Памет
През 2004 г. Камерният театър „Мадач“ в Будапеща е прекръстен в негова чест на Театър „Йоркен“.